# 1841 en littérature
| Années de la littérature : 1838 - 1839 - 1840 - 1841 - 1842 - 1843 - 1844    |
| Décennies de la littérature : 1810 - 1820 - 1830 - 1840 - 1850 - 1860 - 1870 |

Cet article présente les faits marquants de l'année 1841 en littérature.

## Événement

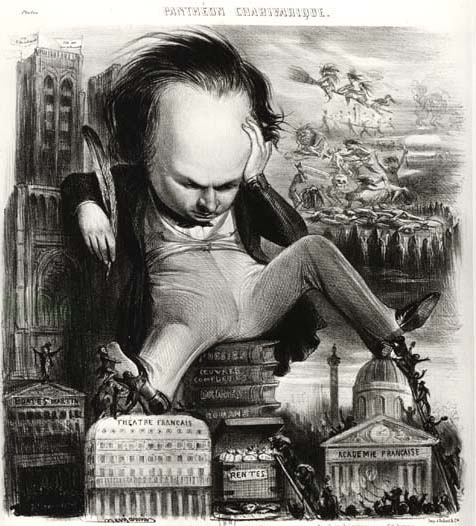
Caricature de Victor Hugo par Benjamin Roubaud, 1841.

- 7 janvier : Victor Hugo est élu à l'Académie française au fauteuil de Népomucène Lemercier au premier tour par 17 voix contre 15 pour Ancelot.
- 28 janvier : Léopoldine Hugo va à son premier bal.
- Janvier : début de la publication de la revue Le Moscovite, organe slavophile de Mikhaïl Pogodine.
- 25 février : Ancelot est élu à l'Académie française.
- 30 mars : la Chambre rejette le projet Lamartine sur la propriété littéraire par 154 voix contre 108.
- 15 avril : la Revue des deux Mondes publie enfin l'article de Gobineau sur Capo d'Istria. Il y fait le procès d'un philhellénisme niais qui prétend voir dans les Grecs modernes les héritiers et les descendants des Grecs antiques. Article non dépourvu de lucidité politique ni de générosité, où Gobineau fonce contre Capo d'Istria, considéré comme l'artisan de la politique russe en Orient, et sert assez curieusement ainsi la politique de Guizot.
- 19 avril : Victor Hugo termine la rédaction de son Discours de réception à l'Académie.
- 24 mai : Gobineau va commencer « un ouvrage assez long en prose ». « Ce serait l'histoire des capitaines italiens du XVIe siècle. […1 J'ai toujours raffolé des condottieri. J'ai déjà marqué dans ma pensée Piccinino, Strozzi, Sforza, Trivulzio, Jean de Médicis et surtout le trois fois illustre César de Valentinois si calomnié de nos jours et des siens. »
- 3 juin : Victor Hugo est reçu à l'Académie française. Son Discours est résolument politique : « dévouer sa pensée au développement continu de la sociabilité humaine ; avoir les populaces en dédain et le peuple en amour. » Salvandy, dans sa réponse, lui dénie toute importance politique et ne cite que ses premiers ouvrages.
- 9 juin, Bordeaux : Baudelaire, qui vit une vie de bohème à Paris est embarqué quasi de force par son beau-père le général Aupick sur le Paquebot-des-Mers-du-Sud, pour un long voyage à destination des Indes. Il revient le 15 février 1842.
- 9 juin : Baudelaire s'embarque sur le Paquebot-des-Mers-du-Sud en direction de Calcutta.
- 15 juin : dans la Revue des deux Mondes, à propos du discours de Victor Hugo, Magnin parle d'un véritable « programme de ministère ».
- 24 juin : à l'Académie, Charles Nodier est nommé directeur et Victor Hugo chancelier.
- 17 juillet : Gobineau a achevé la biographie de l'Alviane et écrit pour le journal des Débats un article sur la question de Candie. Il n'a aucune confiance dans le comité légitimiste : « Que faire de ces gens-là dans une affaire où il faudrait apporter tant de mesure, de prudence, d'adresse et de fermeté ? ».
- 30 juillet : répondant aux vœux de la Garde nationale de Boulogne, Victor Hugo écrit pour l'inauguration d'une statue de Napoléon dans cette ville : Hymne pour l'inauguration de Napoléon (repris dans Toute la lyre).
- 25 septembre - 16 novembre : Chateaubriand écrit la conclusion des Mémoires d'outre-tombe.

- 2 octobre : Balzac signe avec Fume, Hetzel, Paulin et Dubochet un contrat pour ses « œuvres complètes », à paraître sous le titre général : La Comédie humaine.
- 1er novembre : George Sand, Pierre Leroux et Louis Viardot fondent la Revue indépendante.
- 6 novembre : Victor Hugo gagne le procès qui l'opposait à Donizetti. Celui-ci devra prendre un autre livret et modifier le titre de l'opéra (Lucrèce Borgia).
- 10 décembre : publication d'une caricature de Victor Hugo dans Le Charivari.
- 20 décembre : L'Union catholique publie un article de Gobineau, « La Grèce depuis 1833 », dont la suite paraîtra dans le même journal les 20, 26-27 décembre 1841 et 17 janvier 1842.
- 23 décembre : Alexis de Tocqueville est élu à l'Académie française en remplacement de Jean-Girard Lacuée de Cessac, qui fut ministre, de 1810 à 1813, de l'administration de la guerre sous l'Empire.

## Essais
- Incident of travel in Central America, Chiapas and Yucatan, de John Lloyd Stephens, qui révèle au public les hauts lieux de la civilisation maya.
- L'Essence du christianisme, du philosophe allemand Ludwig Feuerbach. Il peint l’« aliénation religieuse » comme un stade nécessaire, mais à dépasser dans le développement de l’humanité.
- Histoire de la marine française d’Eugène Sue (1835-1841).
- Esquisse d’une philosophie (1841-1846), de Lamennais.
- G. Pauthier, Les livres sacrés de l’Orient, libr. Firmin-Didot Frères, Paris

## Poésie
- Alfred de Musset, Le Souvenir[1].
- Charles Baudelaire écrit À une dame créole, poème publié en 1857.

## Romans
- Honoré de Balzac : La Rabouilleuse (1841-1842), Une ténébreuse affaire, Le Curé de village, Ursule Mirouët et Mémoires de deux jeunes mariées.
- Le Docteur Herbeau de Jules Sandeau.
- Le Vampire d'Alexis Konstantinovitch Tolstoï.
- L'écrivain américain Edgar Allan Poe écrit la première nouvelle policière : Double assassinat dans la rue Morgue.

## Récompenses
- 8 janvier : Victor Hugo est reçu à l'Académie française.

## Principales naissances
- 2 août : Ingersoll Lockwood, avocat et écrivain américain.

## Principaux décès
- 29 avril : Aloysius Bertrand, poète et dramaturge français, considéré comme l'inventeur du poème en prose.
- 27 juillet : Mikhaïl Lermontov, poète et romancier russe.